# Scherzo nr. 3
Het Scherzo nr. 3 op. 39 in cis mineur is een eendelige compositie van Frédéric Chopin uit 1839. Dit derde scherzo is het meest compact, ironisch en dicht geschreven van de serie van vier scherzo's, en ademt een welhaast Beethoveniaanse grandeur.

## Vorm
Dit scherzo heeft de vorm A-B-A-coda. Het A-gedeelte begint in cis mineur, wordt gevolgd door een trio in Des majeur en keert terug naar het A-gedeelte in cis mineur, om te eindigen in een coda in Cis majeur.
Dit scherzo begint - evenals het tweede scherzo van Chopin - met een donker, laag, mysterieus maar opzwepend introductiemotiefje van 5 noten (een kwartool op een 3/4 maat, de luisteraar wordt bijna op het verkeerde been gezet wat metrum betreft). De tempoaanduiding is "Presto con fuoco". Deze opening suggereert een Liszt-achtige introductie, die de luisteraar naar een energiek hoofdthema in octaven moet voeren. Dit hoofdthema is trots en sterk en in technisch moeilijk realiseerbare oktaafpatronen geschreven. Na een korte overgang naar rustiger vaarwater keert het beginthema terug. Het erop volgende gedeelte (het trio) is in een zangerige, cantabile stijl geschreven en staat in Des majeur, een koraalachtige melodie die met delicate, neerwaarts dwarrelende arpeggio's wordt omkleed. Het thema wordt hier omspeeld met 'sneeuw' of 'confetti' van neerdwarrelende nootjes. Dit thema herhaalt zich enige malen, waarna het stuk terugkeert naar het eerste stoere thema. Het werk besluit met een kort coda.

## Anderen over dit werk
- Louis Kentner noemde dit scherzo:

...een Wagneriaanse melodie van betoverende schoonheid, die doet denken aan het geluid van tuba's, harpen en het gehele apocalyptische orkest van Valhalla.